# Полуга на руци
Полуга на руци у рвачким спортовима представља потез који закључава један или два зглоба и форсира неиздрживо извртање или истезање рамена или лакта. Зависно од зглоба и онога ко примењује технику, техника заснована на извртању може истовремено утицати на оба зглоба. Ова техника представља један од најчешћих начина завршетка ММА борби и у крајњем случају може довести до прелома руке или ишчашења лакта или зглоба.

### Полуга на исправљеној руци
Полуга на исправљеној руци је техника у којој извршилац фиксира лакат противника између бутина, и вршећи притисак на исправљену руку као на клацкалицу, савија лакат у супротном смеру преко своје ноге, руке или кука (ослонац полуге).

### Полуге на лакту
Кимура (у џудоу уре-гадами) и Американа (уде-гадами), су технике у којима извршилац савија руку противника, фиксирајући његову шаку дланом окренутим према себи. Чланак руке противника хвата се руком на супротној страни (левом руком се хвата леви чланак противника или десном десни), а рука на истој страни провлачи се испод противниковог лакта, и нападач њоме хвата сопствени зглоб на руци. Ово производи хват у облику броја четири. Док је шака противника фиксирана на земљи или иза његових леђа, нападач помера руку која не држи зглоб надоле (према противниковим стопалима), истовремено повлачећи лакат те руке према себи (напред у односу на противника), вршећи притисак на лакат и раме.
Назив Кимура се најчешће односи на ову врсту технике у којој нападач лежи у гарду, а американа на технику примењену док је противник испод нападача. Варијације ове технике, нпр. кеса-гатаме дозвољавају употребу ноге и руке уместо две руке. Бразилски џијуџицу популаризовао је тзв. омоплата (аши гарами) модификацију ове технике која се изводи из лежећег гарда, уз помоћ ноге и две руке. Тсунетане Ода, стручњак за џудо борбу на земљи, учио је ову технику још у првој половини двадесетог века
„Чекић“ хват је најпростији облик полуге на лакту и подразумева завртање руке иза леђа, с леђа противнику који стоји. Рука је дланом окренута ка нападачу, који је повлачи навише, према врату противника, стварајући притисак на раме. Овај захват је веома често примењиван од стране снага безбедности, за контролу ненаоружаних агресора и при стављању лисица.